# Can Prat (Vidreres)
Can Prat és un edifici del municipi de Vidreres (Selva) inclosa en l'Inventari del Patrimoni Arquitectònic de Catalunya.

## Descripció
Es tracta d'un edifici entre mitgeres d'una planta amb forma quadrada i coberta a dues aigües a façana.
Les obertures de la façana consten d'una porta d'accés, una finestra i dues petites obertures sobre les principals. De la porta principal en destaca l'emmarcament motllurat amb acabaments de motius vegetals i dos elements ceràmics de color verd i motius florals. La finestra té un emmarcament similar, encara que, a més, està dotada d'una reixa de ferro forjat. Sobre les obertures hi ha dues gelosies d'obra d'estructura reticular.
El sostre està lleugerament avançat i sobresurt uns centímetres sostingut per sis mènsules emmotllades intercalades dins un fris de ceràmica valenciana amb motius florals. Sobre del teulat existeix un accés al sostre, a la part esquerra de la casa, fet d'obra, cobert amb un teuladet i amb una petita porta de fusta.

## Història
Sobre la porta d'accés principal hi ha la data de 1896.